# Algirdas Saudargas
Algirdas Saudargas, né le 17 avril 1948 à Kaunas, est un homme politique lituanien, membre de l'Union de la patrie - Chrétiens-démocrates lituaniens.

## Biographie
Il est ministre des Affaires étrangères entre 1990 et 1992, et entre 1996 et 2000.
Il est élu au Parlement européen, lors des élections européennes de 2009, puis réélu en 2014. Il siège au sein du groupe du Parti populaire européen. Il n'est pas réélu en 2019.